# Crkva sv. Nedjelje kod Selca
Crkva sv. Nedjelje je katolička crkva između Gornjeg Humca i Selca na otoku Braču, u općini Selca.

## Opis
Na zapadnoj strani brda Gradac pod prapovijesnom gradinom je predromanička crkva sv. Nedjelje. Jednobrodna građevina s polukružnom apsidom zidana je priklesanim kamenom i pokrivena dvostrešnim krovom s kamenom pločom. Vrh pročelja je kameni zvonik na preslicu. Crkva je presvođena bačvastim svodom bez pojasnica i raščlanjena slijepim arkadama. Na oltaru je slika na škriljcu Bogorodice s Djetetom i svecima iz 18. stoljeća. Unutar ograđenog prostora oko crkve je srednjovjekovno groblje s monolitnim nadgrobnim pločama.

## Povijest
Crkva je datirana u 9. ili 10. stoljeće, a spominje se u Povaljskoj listini.

## Zaštita
Pod oznakom Z-4783 zavedena je kao nepokretno kulturno dobro - pojedinačno, pravna statusa zaštićena kulturnog dobra.